# Momence (Illinois)
Momence je grad u američkoj saveznoj državi Ilinois. Prema popisu stanovništva iz 2010. u njemu je živjelo 3.310 stanovnika.